# Malgrate
Malgrate é uma comuna italiana da região da Lombardia, província de Lecco, com cerca de 4.208 habitantes.
Estende-se por uma área de 2 km², tendo uma densidade populacional de 2104 hab/km². Faz fronteira com Galbiate, Lecco, Valmadrera.
É a cidade natal do atual Arcebispo de Milão, Cardeal Angelo Scola.

## Demografia
| Variação demográfica do município entre 1861 e 2011                               |
|                                                                                   |
| Fonte: Istituto Nazionale di Statistica (ISTAT) - Elaboração gráfica da Wikipedia |